# Mariotto Albertinelli
Mariotto di Bigio di Bindo Albertinelli (13 de octubre de 1474 - 5 de noviembre de 1515) fue un pintor italiano del alto renacimiento de la escuela florentina cercano a Fray Bartolomeo y seguidor de la técnica de Rafael.

## Biografía
Nace en Florencia el 13 de octubre de 1474, cuando contaba con doce años de edad se hace discípulo de Cosimo Rosselli, y compañero del también discípulo Fray Bartolomeo con el que traba una gran amistad y simpatía, tan íntima que en 1494 los dos se unen y crean su propio estudio en Florencia. La opinión de Vasari era que Mariotto no tenía las mismas cualidades en el dibujo que Bartolomeo, y de él dice que para mejorar su técnica lo había llevado a dibujar las antigüedades en el jardín de los Médici, donde fue animado por Alfonsina Orsini, madre del signore de Florencia Lorenzo II de Médici. 
Cuando los Médici son expulsados temporalmente en 1494, él vuelve con su amigo, del que estudia y copia el estilo, según Vasari, por lo que sus trabajos fueron tomados como si fueran propios de Baccio. Cuando, en la cruenta campaña de la moralidad de Savonarola, Baccio ingresa en la orden dominicana como Fray Bartolomeo en 1500 y renuncia a la pintura, Albertinelli, que estaba pintando al lado de éste cuando renuncia el fresco del Juicio universal para el Hospital de Santa Maria Nuova es estimulado por su éxito y resuelve continuar sólo. 
Entre sus muchos estudiantes cabe destacar a Pontormo y Giuliano Bugiardini. 

Mariotto era una persona que en los asuntos del amor era más agitada y carnal, por lo que consecuentemente en el arte de vivir. Llevando una aversión a los estudios y no teniendo la tranquilidad ni la calma necesaria para la pintura, también a menudo siendo picado por las críticas de otros pintores, al igual que su manera, él resolvió darse a una profesión menos laboriosa y más jovial, y así abrió el hostal más encantador fuera del Porta San Gallo, y en la muestra del dragón en el Ponte Vecchio una taberna y un mesón. Esta vida le condujo por muchos meses, decir que ha tomado un arte que estaba sin fuerzas, o perspectiva y, todavía necesario de mejora, sin un análisis de los errores, y en el que el arte que él había dejo paso a la los deseos carnales ...comía con buen vino ... Pero en el último tramo de la vida se convirtió en una molestia para él, y, lleno de remordimientos, él regresó a la pintura. —Giorgio Vasari, Le vite de' più eccellenti pittori, scultori e architettori vol. iv.

Las pinturas de Albertinelli llevan la impresión del sentido de Perugino con volúmenes en espacio y de perspectiva, la coloridad de Fray Bartolomeo, la representación del paisaje flamencos con la técnica del sfumato de Memling y de Leonardo. 

Sus pinturas principales están en Florencia, y seguramente su obra maestra es La visitación en la Galería Uffizi.

## Obras destacadas

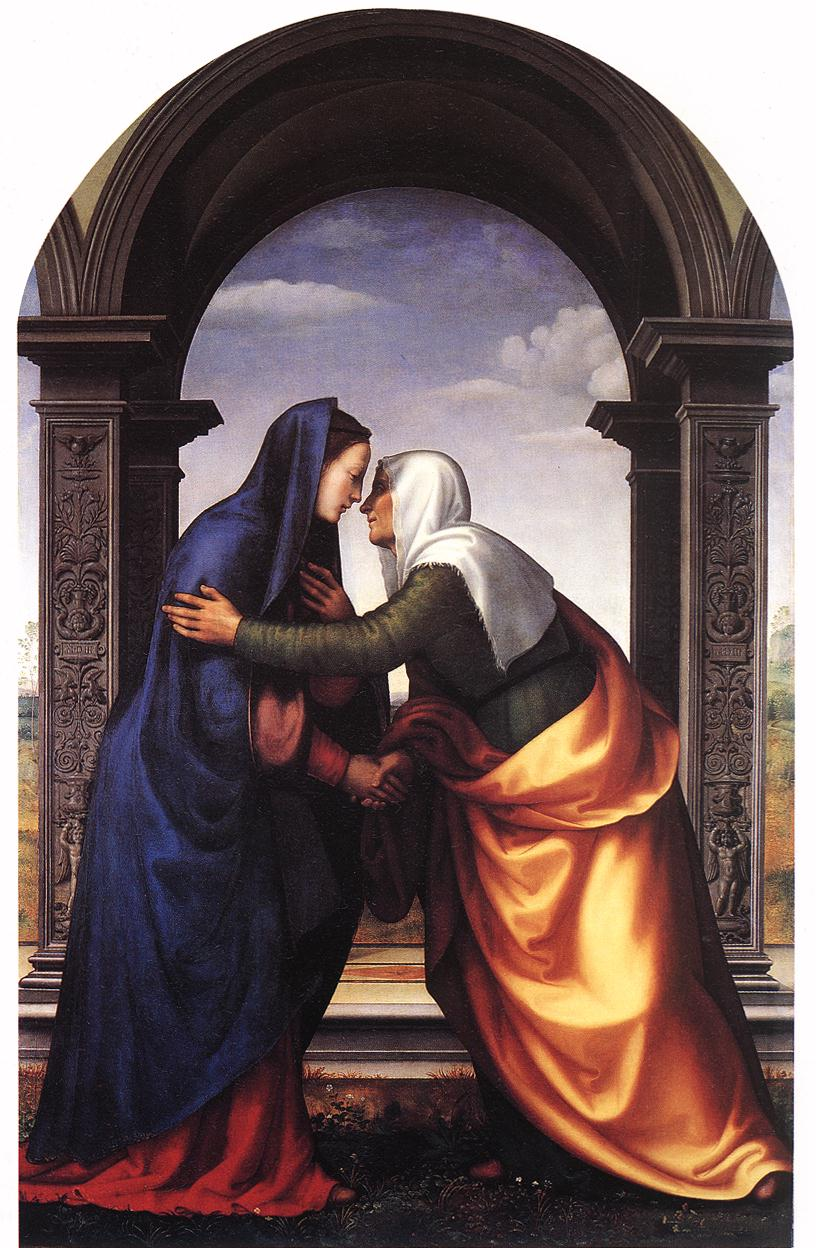
La visitación, Uffizi, Florencia.

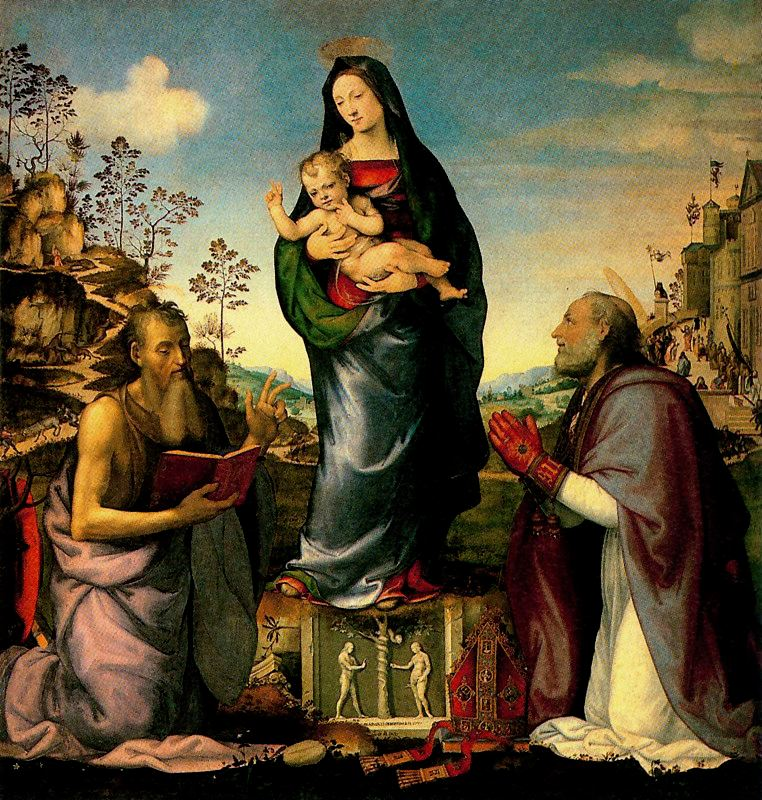
Virgen en la gloria adorada por los santos Jerónimo y Zenobio, Museo del Louvre, París.

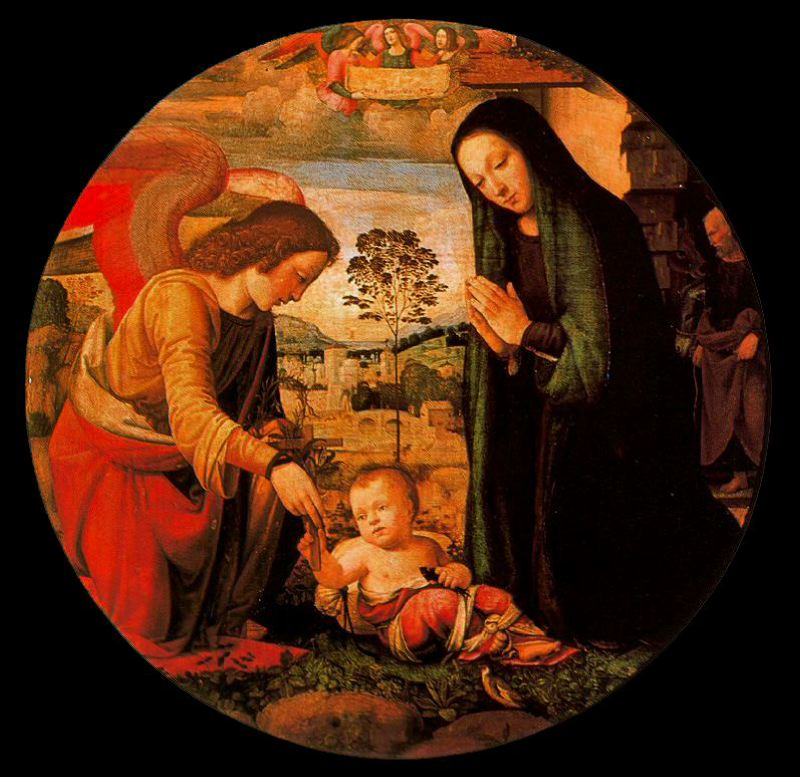
Adoración del niño Jesús, Palazzo Pitti, Florencia.

- Berlín, Staatliche Museen, Virgen con el niño, óleo sobre tabla, 1495, atribuido
- Volterra, Iglesia, Anunciación, óleo, 1497, con fray Bartolomeo
- Los Ángeles, L. A. County Museum, Sagrada familia, óleo, 1498, con fray Bartolomeo
- Chartres, Musée des Beaux – Arts, Tríptico, óleo, ca 1500
- Milán, Museo Poldi Pezzoli, Tríptico, óleo, 1500.
- Florencia, Museo Nacional de San Marcos, Juicio Universal, fresco, 1501, con fray Bartolomeo
- Florencia, Palazzo Pitti: La adoración del niño, óleo, ca 1502
- Florencia, Galería Uffizi: Visitación, óleo, 1503
- Florencia, Galería Uffizi, Anunciación, nacimiento y presentación en el temploo, Capilla de la Visitación, óleo, 1503
- Florencia, Cartuja de Florencia: Crucifixión, fresco, 1505.
- París, Louvre, La Virgen con el niño y los santos Gerolamo y Zenobio, óleo sobre tabla, 1506.
- Nueva York, Metropolitan Museum, Virgen con el niño, óleo y témpera sobre tabla, ca 1506.
- Detroit, Institute of Arts: Adoración con el niño, ca 1506
- Múnich, Alte Pinakothek, Anunciación, óleo sobre tabla, ca 1506
- Génova, colección privada, Virgen con el niño, óleo sobre tabla, 1509.
- Harewood House, Yorkshire, Virgen con el niño, óleo sobre tabla, 1509
- Madrid, Colección casa de Alba, Virgen con el niño
- Lucca, Museo di Villa Guinigi, Padre Eterno entre Santa Catarina de Siena y Maria Maddalena, óleo, 1509, con fray Bartolomeo
- Florencia, Galería de la Academia, Anunciación, óleo sobre tabla, 1510; Virgen con el niño y los santos Giuliano, Domenico, Nicola y Gerolamo, ca 1510; Trinidad, óleo sobre tabla, ca 1510.
- Lewisburg, Pensilvania, Bucknell University Art Gallery, Virgen con el niño, óleo sobre tabla, ca 1510
- Columbia, Carolina del Sur, Museum of Art, Virgen con el niño, santos y ángeles, óleo, ca 1510, atribuido
- Ginevra, Musée d’Art et d'Histoire, Anunciación, óleo, 1511, con fray Bartolomeo
- Pisa, S. Francesco, Virgen con el niño y San Pedro y San Pablo, óleo, 1511, con fray Bartolomeo
- Roma, Galleria Borghese, Sagrada Familia con  San Giovannino, óleo, 1512 con fray Bartolomeo
- Stoccarda, Staatsgalerie, Incoronazione de María, óleo sobre tabla, 1512.
- Besançon, Catedral, Gloria de la Virgen y los Santos y Ferry Carondelet,  óleo, 1512, con fray Bartolomeo
- New Haven, Connecticut, Yale University Art Gallery, El pecado original y el sacrificio de Isaac, óleo, ca 1512.
- Longniddry, Escocia, colección privada, Virgen con el niño, óleo, ca 1512
- Bérgamo, Academia Carrara, Caín y Abel, óleo sobre tabla, ca 1513.
- Zagabria, Galleria Slika: El pecado de Adán y Eva, óleo sobre tabla, ca 1513
- Londres, Courtauld Institute Gallery, Creación, tentación y pecado original, óleo sobre, ca 1513.
- Canino, Viterbo, San Andrea y San Giovanni Battista, Virgen con el niño y tres santos, óleo, ca 1514, atribuido
- Volognano, iglesia de San Miguel, Virgen con santos y donantes, óleo sobre tabla, 1514
- Venecia, Seminario Patriarcal, Pinacoteca Manfrediniana: Virgen con el niño, óleo, ca 1515
- Roma, S. Silvestro en el Quirinal, Casamiento místico de Santa Caterina, 1515, perdido